# Forcipomyia pennaticauda
Forcipomyia pennaticauda är en tvåvingeart som beskrevs av Debenham 1987. Forcipomyia pennaticauda ingår i släktet Forcipomyia och familjen svidknott. Inga underarter finns listade i Catalogue of Life.